# Adrián de Alesio
Adrián Pérez de Alesio (?-1650), pintor y poeta peruano.
Aparece algunas veces como Adrián Alesio, hijo del pintor italiano Matteo da Lecce. Sacerdote dominico, algunos historiadores lo dan por mercedario. Ingresó a la Orden en donde siguió ejerciendo su arte, aunque en los archivos monacales no hay huella alguna. No hay fecha de su nacimiento ni en qué ciudad, aunque probablemente fue en Europa. Su padre llegó a Lima en 1588 y se casó en 1598 en Lima con María Fuentes de la Cadena. Discípulo de su padre, en su taller de enseñanza, donde no existe registro de fechas, cultivó con algún éxito la poesía y es el autor del poema El Angélico, dedicado a Santo Tomás de Aquino, en 1645. Fray Adriano Alesio iluminó algunos libros del coro de su convento.